# Sołomon Zagier
Sołomon Akimowicz Zagier (ros. Соломон Акимович Загер, ur. ?, zm. we wrześniu 1937) – radziecki polityk.

## Życiorys
W 1920 został członkiem RKP(b), 1925-1926 kierował zarządem miejskiego banku w Charkowie, w 1931 był przewodniczącym komitetu wykonawczego rady rejonowej w Czernihowie. W 1933 został zastępcą przewodniczącego Komitetu Wykonawczego Charkowskiej Rady Obwodowej, a w 1934 przewodniczącym Komitetu Wykonawczego Czernihowskiej Rady Obwodowej (do 1937), w 1937 zarządzał Bankiem Przemysłowym Ukraińskiej SRR w Charkowie. Był zięciem Hryhorija Petrowskiego. W 1937 podczas wielkiego terroru został aresztowany i następnie rozstrzelany.